# Podnebí Česka

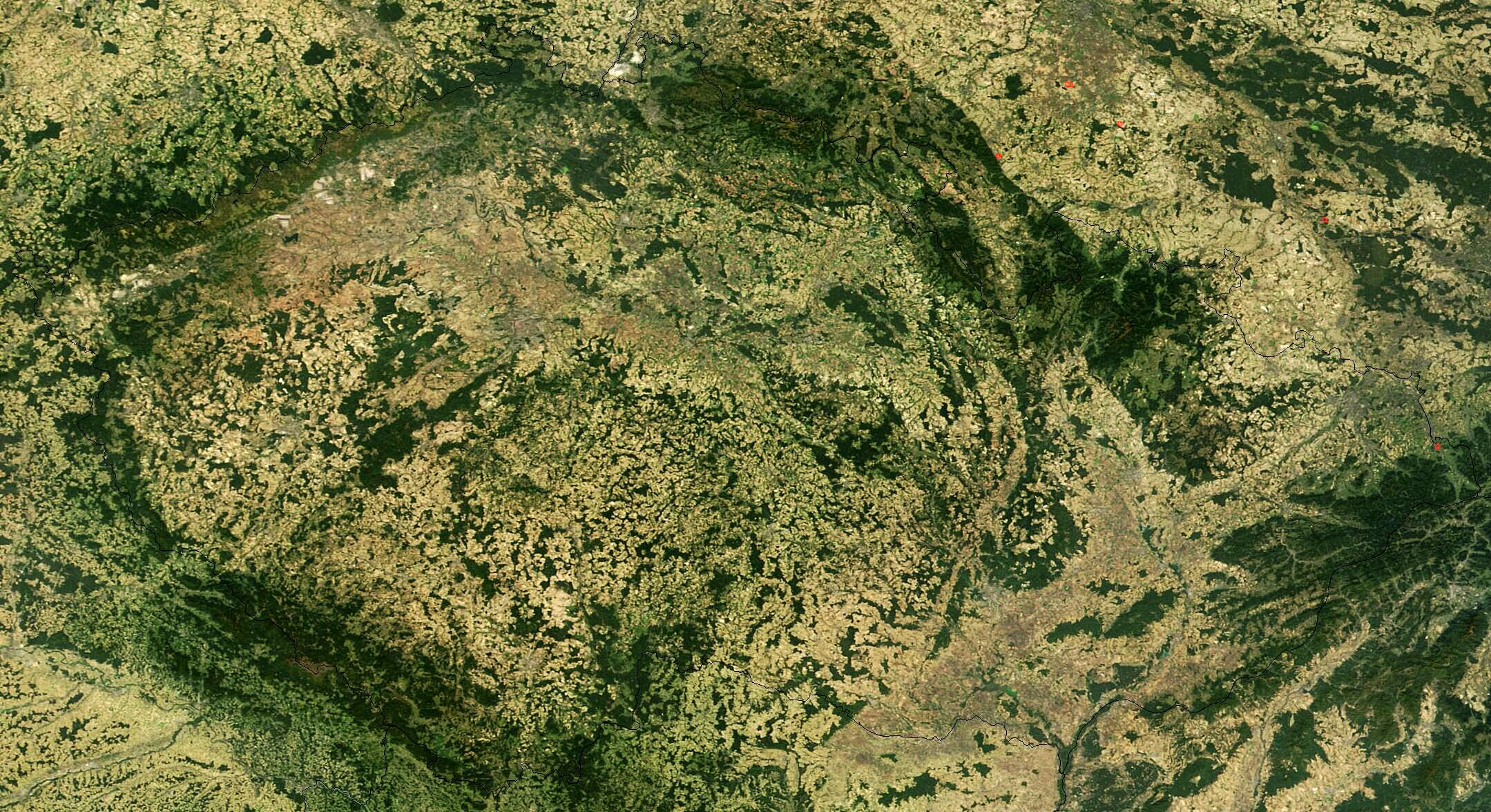
Satelitní pohled na Česko v srpnu 2003, část ze snímku NASA, program NASA's Visible Earth

Podnebí v Česku je mírné a vyznačuje se kontinentálními, ale částečně i oceánskými vlivy. Podle Köppenovy klasifikace podnebí většina území Česka patří do klimatických oblastí Dfb, vysoko v horách, přibližně od 1000 m n. m. Dfc, a na vrcholcích nejvyšších českých hor, minimálně 1500 m n. m., kde je podnebí nejchladnější i ET. Naopak nejteplejší oblasti v nížinách musí být klasifikovány jako Cfb. Zdejší podnebí je charakteristické převahou západních větrů, intenzivní cyklonální činností a poměrně vysokými srážkami. Velký vliv na podnebí Česka má nadmořská výška a reliéf. Z celkové plochy státního území leží 52 817 km2 (66,97 %) v nadmořské výšce do 500 m, 25 222 km2 (31,98 %) ve výšce 500 až 1 000 m, a pouze 827 km2 (1,05 %) ve výšce nad 1 000 m. Střední nadmořská výška České republiky je 430 m. S každými 100 m navíc se průměrná teplota snižuje o 0,61 °C. V posledním desetiletí se teplotní poměry posouvají k vyšším hodnotám.

## Teploty

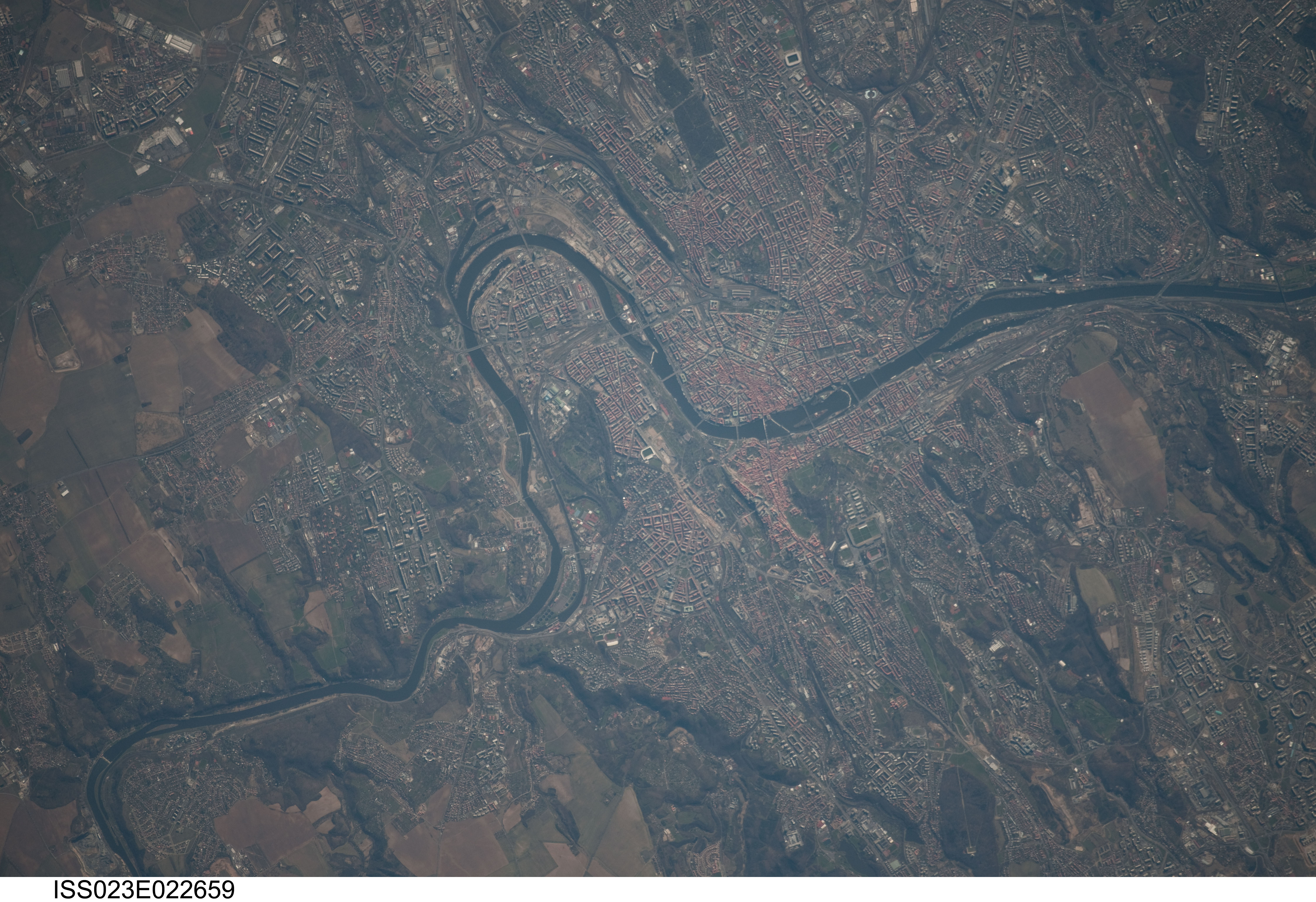
Hustě zastavěné části Prahy jsou v létě nejrozpálenější, nejvyšší letní teploty tam mohou dosahovat 35 °C nebo i více

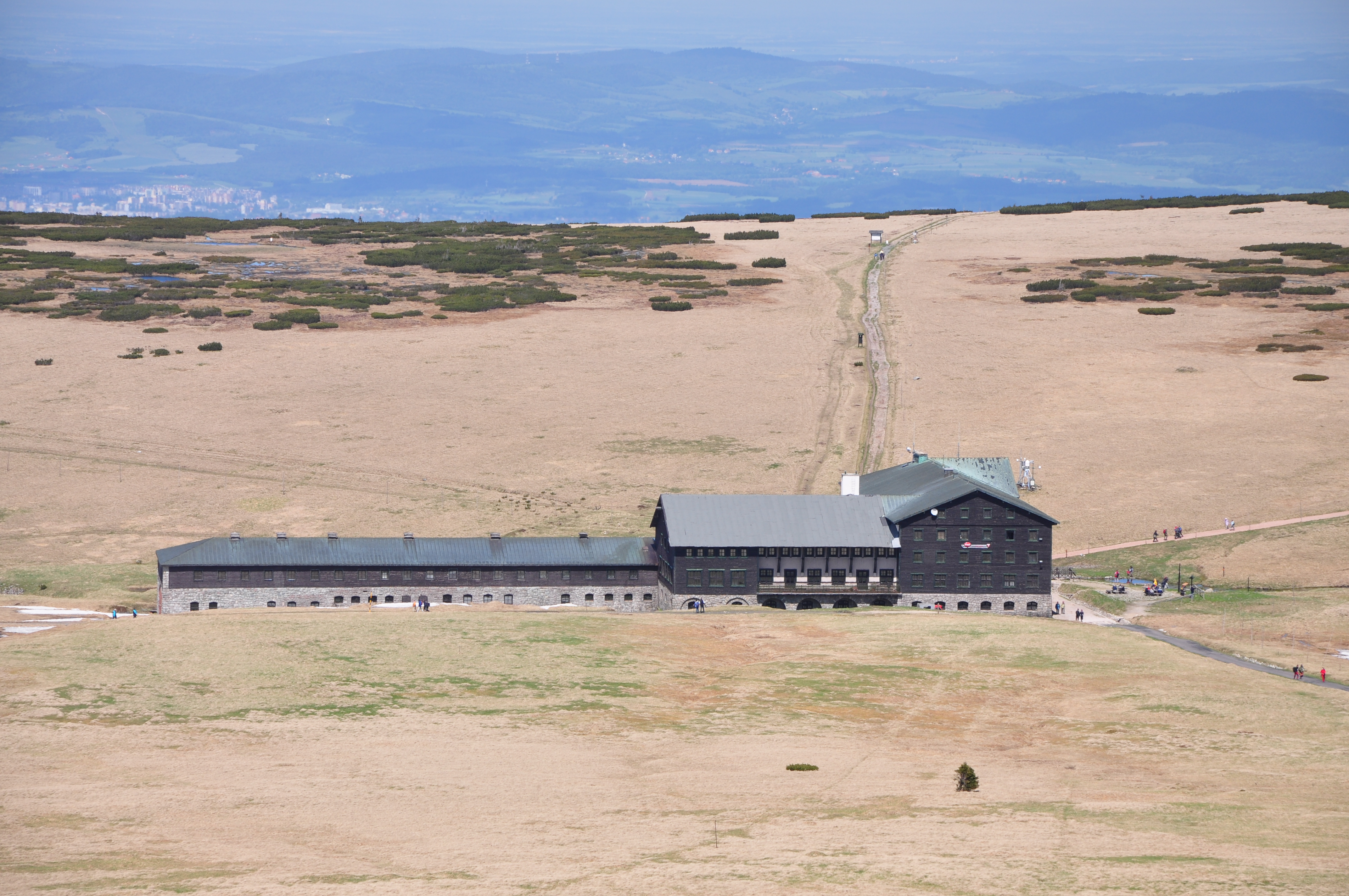
Luční bouda, kousek pod vrcholem Sněžky

Pokud bychom odečetli rozdíly způsobené různou nadmořskou výškou, tak nejchladnější by byly oblasti Krkonošsko-jesenické subprovincie (většina této oblasti), velká část Beskyd, severní Vysočina a jihozápad Pardubického kraje, naopak nejteplejší by byl úzký pás vedoucí od severovýchodní Prahy přes Plzeň až po Domažlice. Pro představu, kdybychom si vybrali jedno místo severně od Liberce a jedno místo se stejnou nadmořskou výškou západně od Plzně, tak rozdíl průměrné roční teploty mezi těmito místy bude minimálně 1,5 stupně. Nejteplejší místa v Česku jsou jih Jihomoravského kraje a oblasti u břehu Labe od Kolína po Roudnici nad Labem, protože tady je řeka Labe nejníž položená a zároveň okolo nejsou žádné hory, které by mohly klima ochlazovat. S narůstající nadmořskou výškou průměrná roční teplota klesá, teplotní výkyvy se zmenšují a přibývá srážek.
Nejvyšší naměřená teplota na území Česka je 40,4 °C, která byla naměřena dne 20. srpna 2012 v Dobřichovicích. Nejnižší teplota -42,2 °C byla naměřena 11. února 1929 v Litvínovicích. Průměrný počet dnů s mrazem je mimo horské oblasti 40 až 160, v horách až 180, těch s celodenním mrazem 30 až 50, v horách až 70. Průměrný roční počet dnů s teplotami nad 25 °C je 20–70, v horách méně než 30 a v nadmořských výškách nad 1500 m méně než jeden a takto teplé dny jsou tu extrémně vzácné a nevyskytují se každý rok.

### Průměrné teploty
Průměrné teploty za období 1960–1990
Průměrná roční teplota je od 5 °C do 10 °C, až na pár výjimek. Na naprosté většině Česka je průměrná červencová teplota 14 °C až 19 °C, hodnoty nejteplejších měsíců v daném roce jsou o 0,5 °C vyšší. Průměrná teplota v lednu se pohybuje od −5 °C do −1 °C , průměrné teploty nejchladnějšího měsíce roku jsou o stupeň nižší. Nejchladnější místo v Česku je vrchol Sněžky s průměrnou červencovou teplotou 8,3 °C a lednovou −7,8 °C, roční průměrná teplota je jen 0,4 °C. Nejteplejší místo Česka je v centru Prahy, může za to hlavně od přírody na české poměry dosti teplé klima + silný efekt tepelného ostrova, průměrná lednová teplota je −0,2 °C a červencová 19,7 °C.

### Nejnižší a nejvyšší teploty
Nejvyšší letní teploty jsou od 20 °C na vrcholu Sněžky až po 35 °C nebo i více v centru Prahy. Na většině Česka okolo 30 °C. Nejsilnější zimní mrazy jsou v závislosti na místě a síle vlny mrazů od −10 °C až −15 °C v centru Prahy po −20 °C až −30 °C v údolích na severovýchodě Česka nebo Šumavě. Na většině území v rozmezí −15 °C až −25 °C a to včetně vrcholků těch nejvyšších hor, i Sněžky. Na rovinách a kopcích jsou noční mrazy mírnější, v údolích bývají silnější. Na vrcholu Sněžky je v průměru nejchladněji, ale nejnižší zimní teploty tam obvykle neklesají pod −20 °C, noční mrazy tam nemají tendenci být nějak extra silné, je to však vynahrazeno tím, že je tam mnohem chladněji přes den.

## Srážky

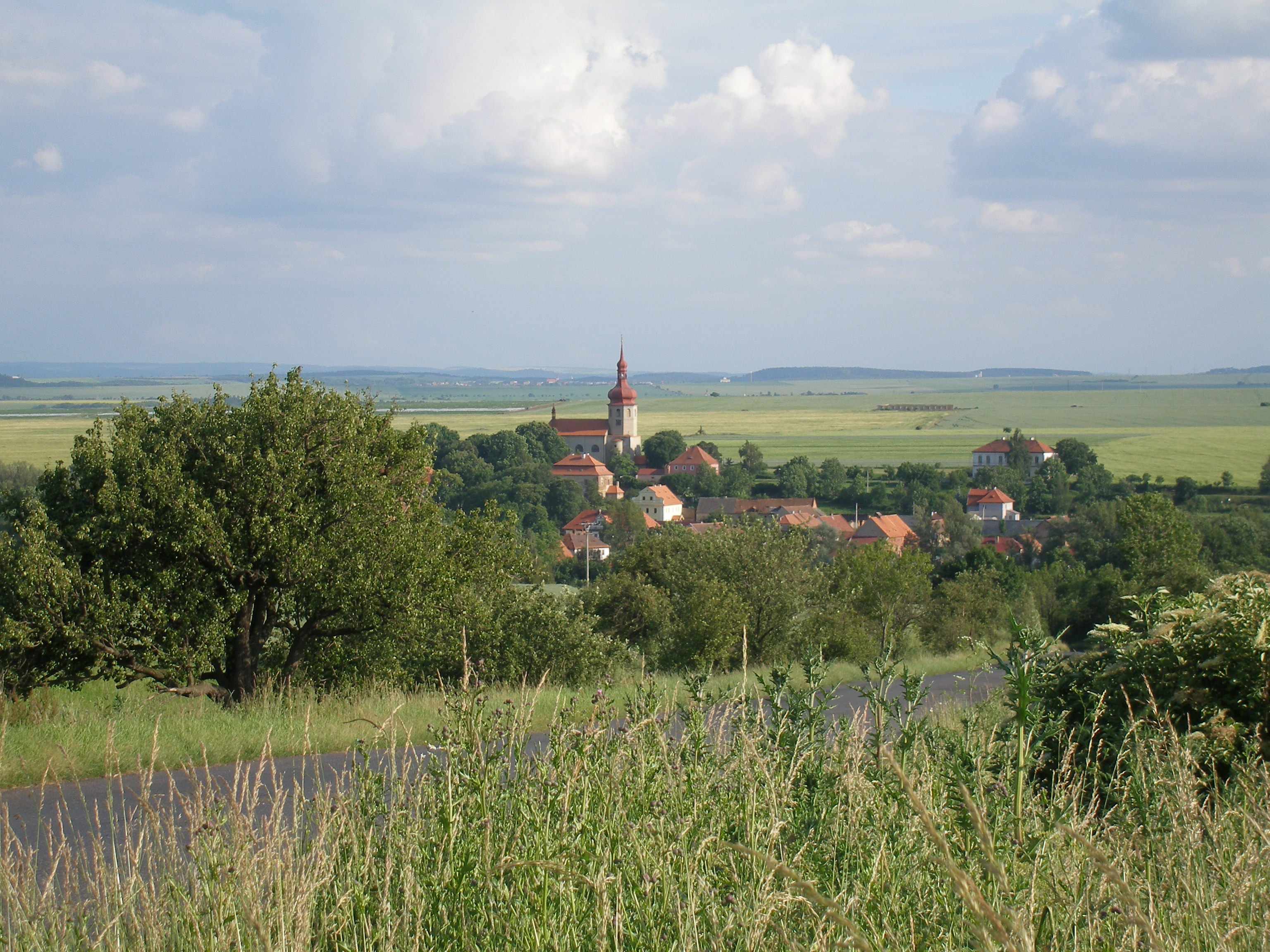
Libědice, nejsušší místo v Česku

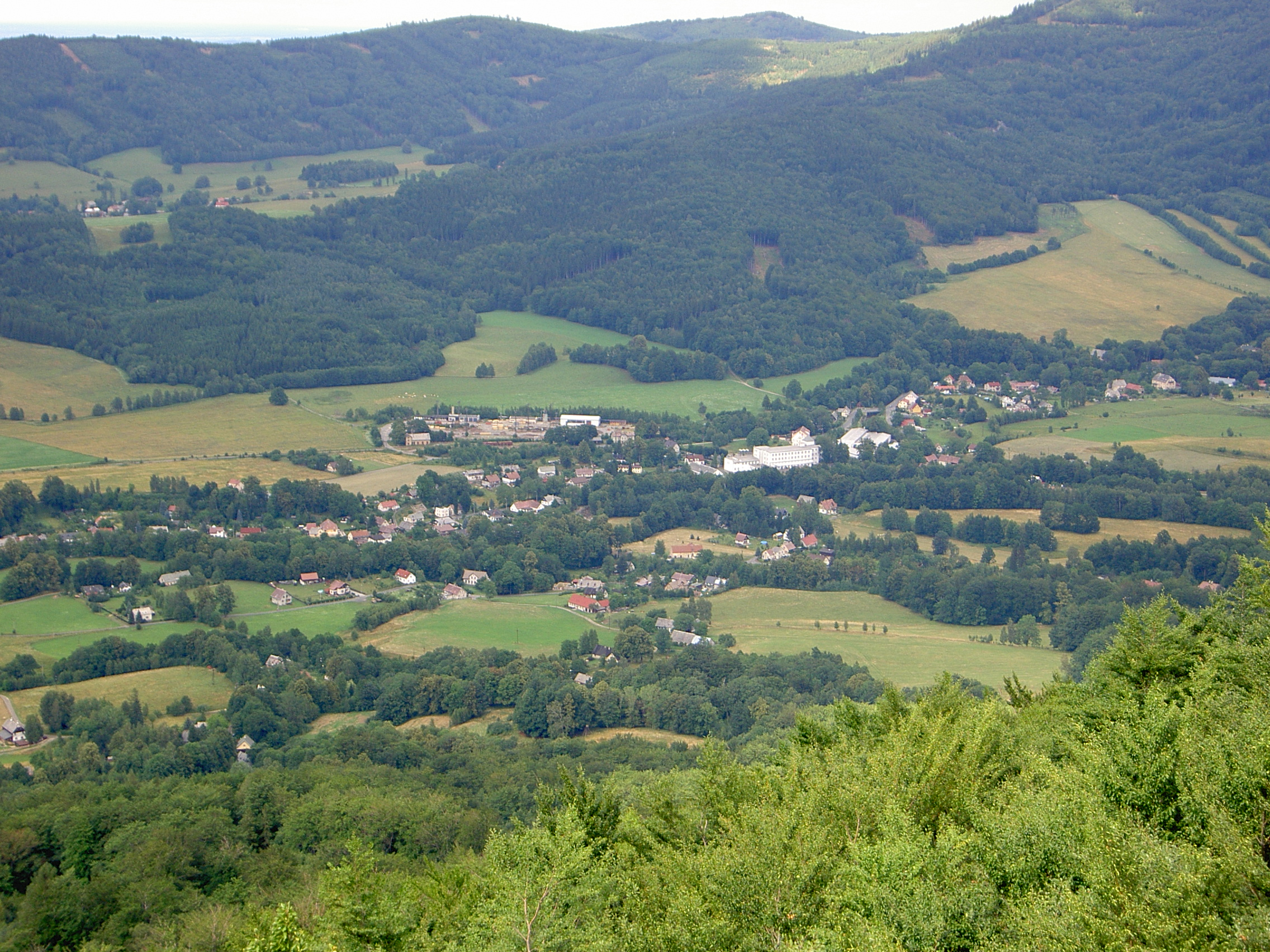
Bílý Potok, nejdeštivější místo v Česku

V průměrném roce v Česku naprší 55 miliard m³, tj. průměrně 686 mm srážek za rok. Na většině území (hlavně v jeho vnitrozemí) se roční úhrn srážek pohybuje mezi 500 a 700 mm. Směrem k státním hranicím začíná zpravidla srážek přibývat (neplatí u jižní Moravy a Opavska, kde směrem k hranicím naopak srážek ubývá) a na těchto vlhčích místech naprší od 700 do 1000 mm ročně, v nejvyšších horách i víc. Nejsušší místo v Česku je Mostecká pánev, která je ve srážkovém stínu Krušných hor. Vůbec nejsušší místo v Mostecké pánvi jsou Libědice, kde naprší jen 410 mm srážek ročně. Nejdeštivější místo je Bílý Potok, kde spadne 1705 mm ročně. Nejdeštivější část roku je léto a nejsušší zima.

### Bouřky
Bouřky se v zimě nevyskytují, mohou se však vyskytovat od března do října. Bouřky většinou přicházejí od jihozápadu a nejvíc bouřek si užije Plzeňský, Karlovarský, Jihočeský, Středočeský kraj a Vysočina. Západní polovina Česka (po 16° v. d.) je celkově k náhlým letním bouřkám mnohem náchylnější než ta východní a zatímco na západě mohou být bouřky každý den i během vln veder, tak na východě je spíše obvyklé, že bouřky přicházejí až při konci veder, při příchodu studené fronty. V létě výrazná část nebo i většina srážek spadne právě při bouřkách.

### Sníh
Průměrný počet dnů se sněhovou pokrývkou je na většině Česka (v běžných nadmořských výškách) od 40 v nejteplejších oblastech po 100 v těch chladnějších, na horách to může být až 160. Výška sněhu je obvykle menší než 50 cm a vyšší sněhová pokrývka bývá jen na horách.

## Sluneční svit
Nejvíc hodin slunečního svitu je na jižní Moravě (1800–1900 v průměru za rok), směrem na sever hodin slunečního svitu úměrně ubývá a na místech, kde je ho nejmíň, svítí slunce průměrně 1300–1400 hodin ročně.

## Vítr
Na většině Česka je, pokud nejde o vrcholky kopců a hory průměrná rychlost větru 10–18 km/h. Nejméně větrné místo je na východ směrem od Břeclavi, kde průměrná rychlost větru dosahuje jen asi 5 km/h. Na vrcholcích nejvyšších hor je průměrná rychlost větru vyšší než 30 km/h.

## Roční období

### Jaro
Jaro může být, hlavně ve svém začátku, velmi chladné. V některých letech se totiž zima protáhne až do konce března. V následujícím dubnu může být počasí velmi proměnlivé a poslední sníh může padat v dubnu nebo i začátkem května, kdy mohou být poslední mrazy v chladnějších částech Česka. Stromy začínají kvést v dubnu až v květnu.

### Léto
V létě jsou velmi časté bouřky a přechody studených front, které se střídají s vlnami veder. Po přechodu studené fronty nastává velmi prudké ochlazení o 10–15 °C a právě přechody studených front způsobují, že je v jednu chvíli velmi odlišné počasí mezi západem a východem Česka, zatímco v Ostravě může být jasno a 30 °C, tak v Chebu může ve stejnou dobu silně a vytrvale pršet a teplota může být o 10 °C až 15 °C nižší. Některý měsíc v létě však může být i klidný, s mírnými teplotami a bez bouřek. Není žádná vzácnost, když se po silných bouřkách zvednou hladiny řek a způsobí na některých náchylných místech záplavy. Vlny veder na západě Česka často přerušují i lokální bouřky, které obvykle přijdou od jihozápadu, tyhle bouřky neznamenají výraznou změnu dalšího počasí, na rozdíl od studené fronty a po jejich přechodu se zase teplota vrátí brzo na předchozí výši. Na východě je spíše běžnější, že v době veder je jasno nebo skoro jasno až do příchodu studené fronty.

### Podzim
Podzim může být ze začátku stále teplý a tomuhle období se říká babí léto, teploty jsou pořád vysoké, nad 20–30 °C, ale už nejsou taková horka jako v létě a noci mohou být mnohem chladnější. První mrazy mohou přijít v říjnu a první sníh v listopadu, méně často už v říjnu. Ke konci podzimu mohou být i časté inverze a na některých místech může být na podzim více větrno než jindy.

### Zima
V zimě se prakticky vždy udrží dlouhodobá sněhová pokrývka, která se drží víc než jeden den. V nížinách, hlavně v teplejších zimních dnech jsou časté inverze a v zimě jsou také nejhorší rozptylové podmínky a proto i nejhorší kvalita ovzduší, tomu hodně napomáhá i to, že se nejvíc v téhle části roku topí. Zimní počasí je dost nepředvídatelné a zatímco jedna zima může být mírná, další může být krutá. Během zimy jsou období, kdy jsou teploty mírné, v blízkosti nuly, je spíše zataženo nebo inverze a občas sněží a potom období, kdy je vyšší tlak vzduchu nebo jde vítr z východu nebo severovýchodu, je jasno a silné noční mrazy, nebo může být zataženo, ale je celý den velmi mrazivo. Po silných mrazech může přijít velmi silné sněžení. V zimě běžně opakovaně nastávají oblevy a potom opět nasněží a delší dobu leží na zemi sníh než znovu roztaje.

## Galerie

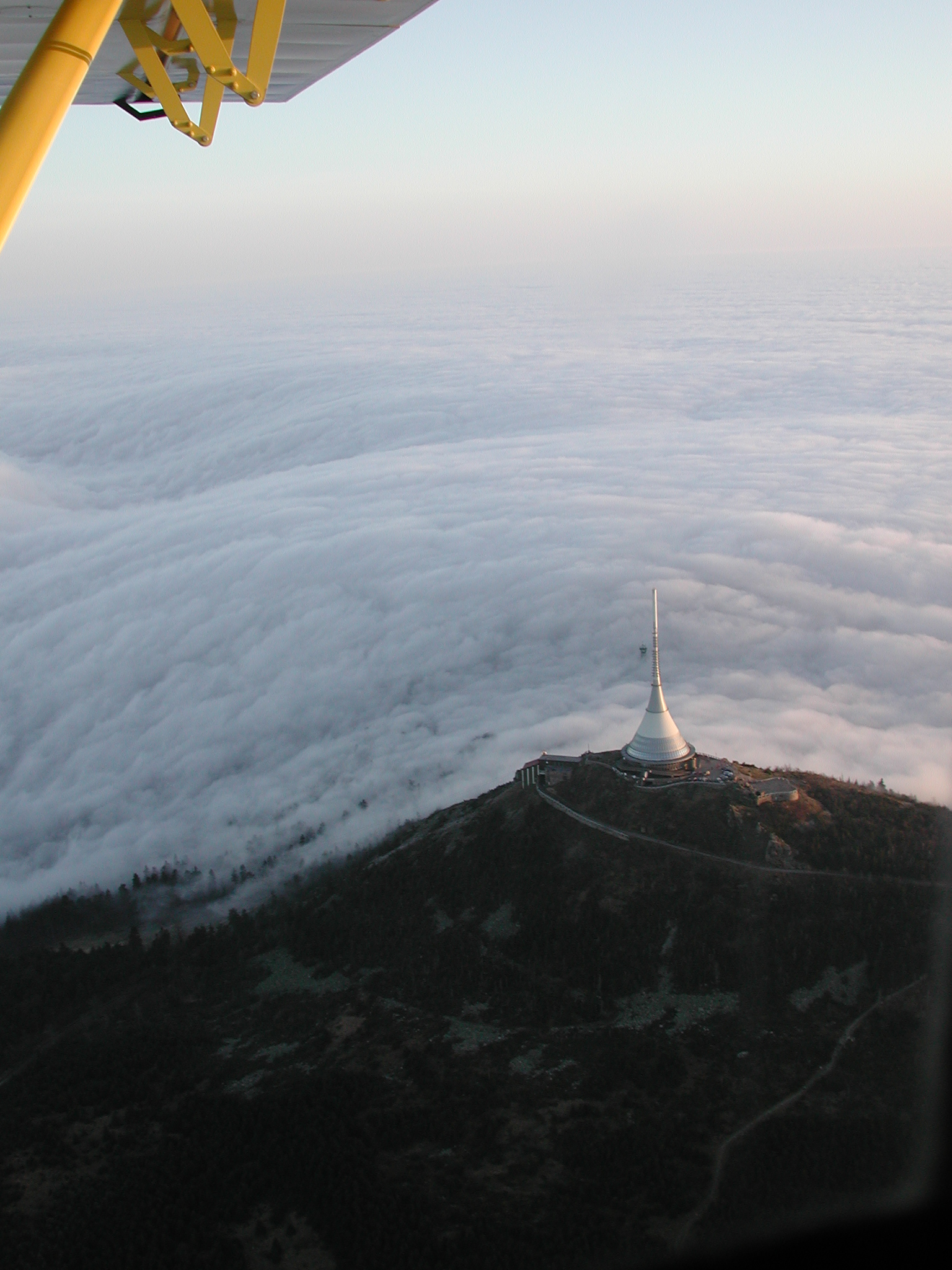
Zimní inverze
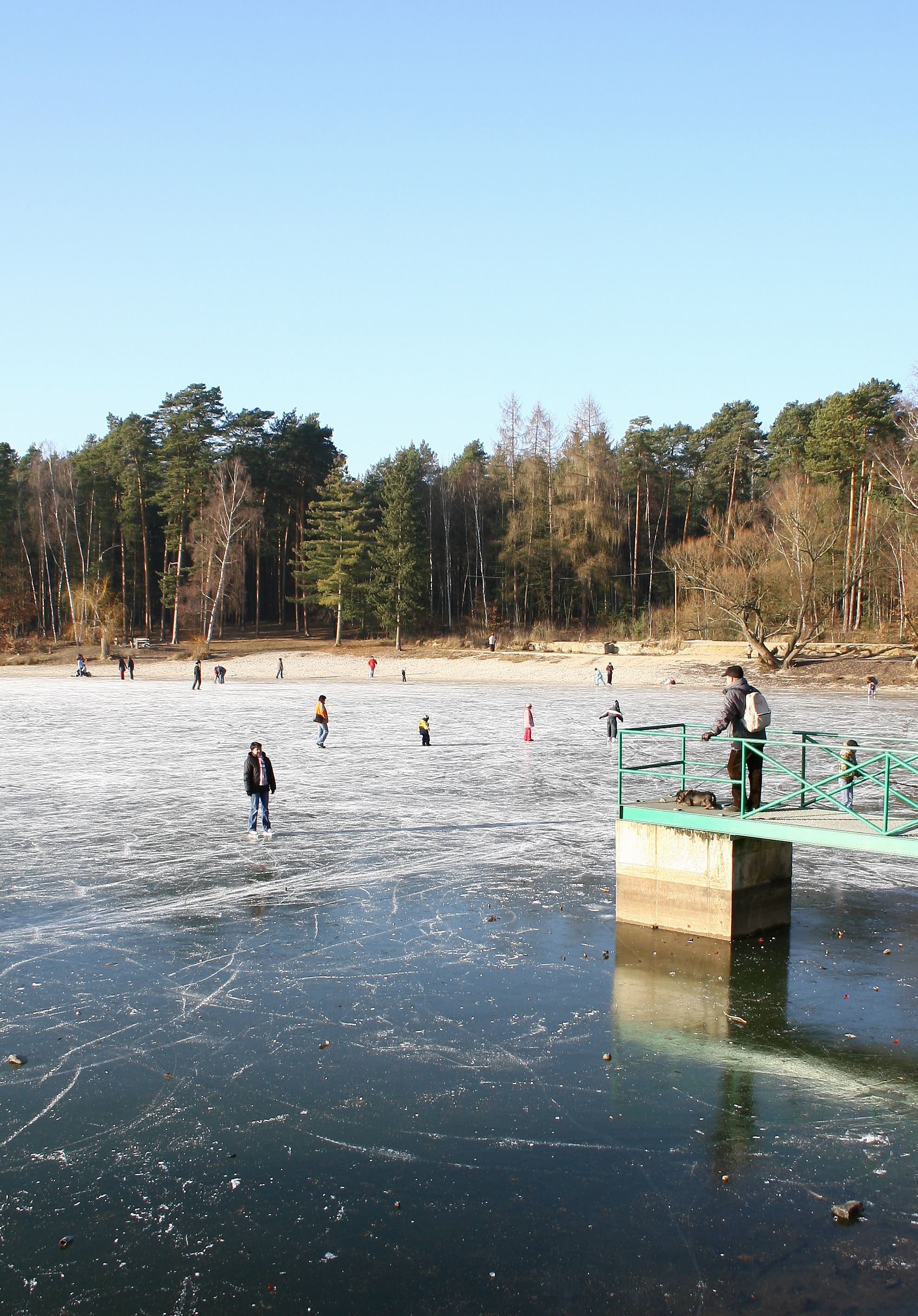
Zima může být natolik silná, že způsobí i silné zamrznutí vodních toků a rybníků
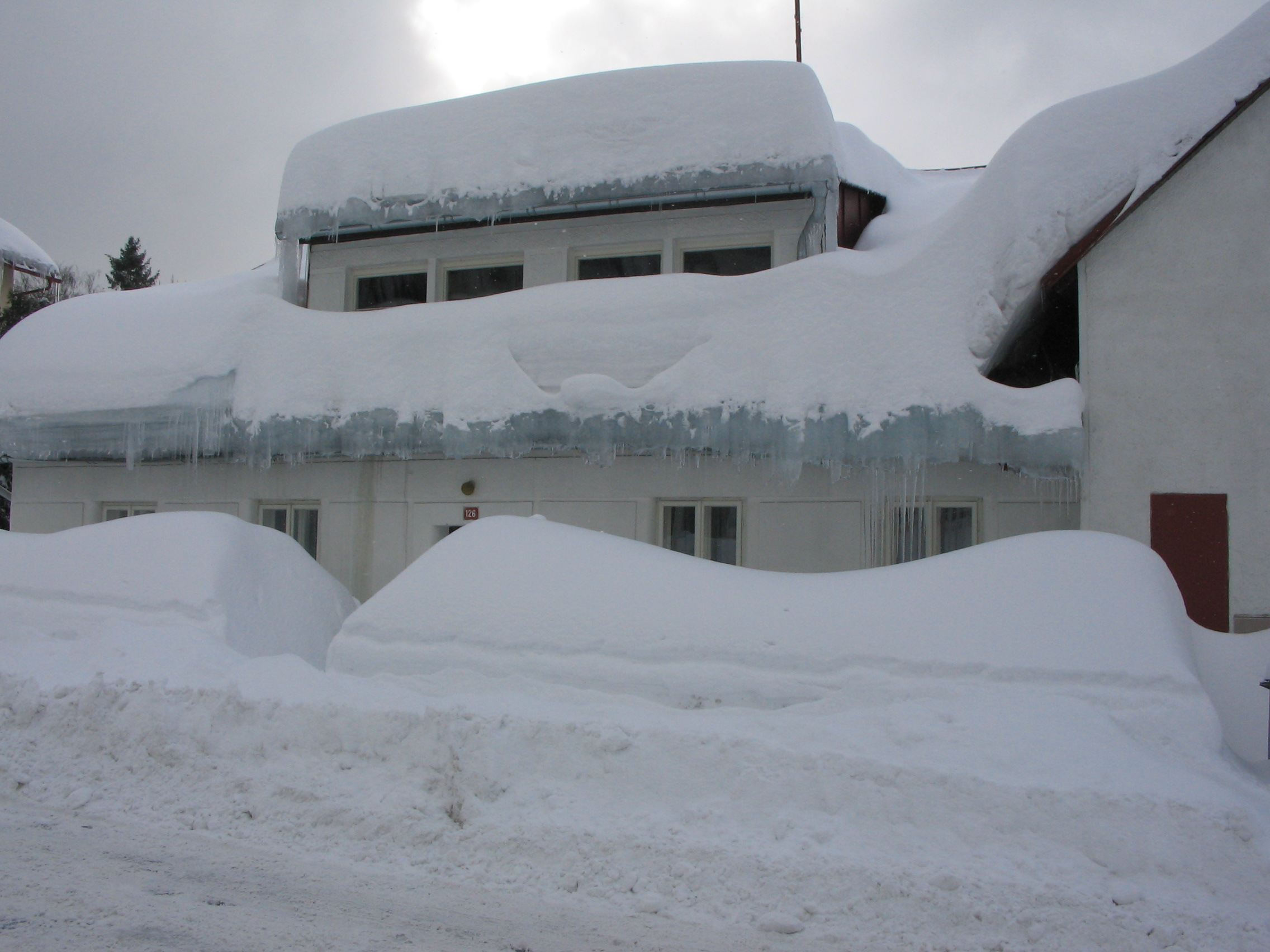
V českých horách může napadnou metr i víc sněhu
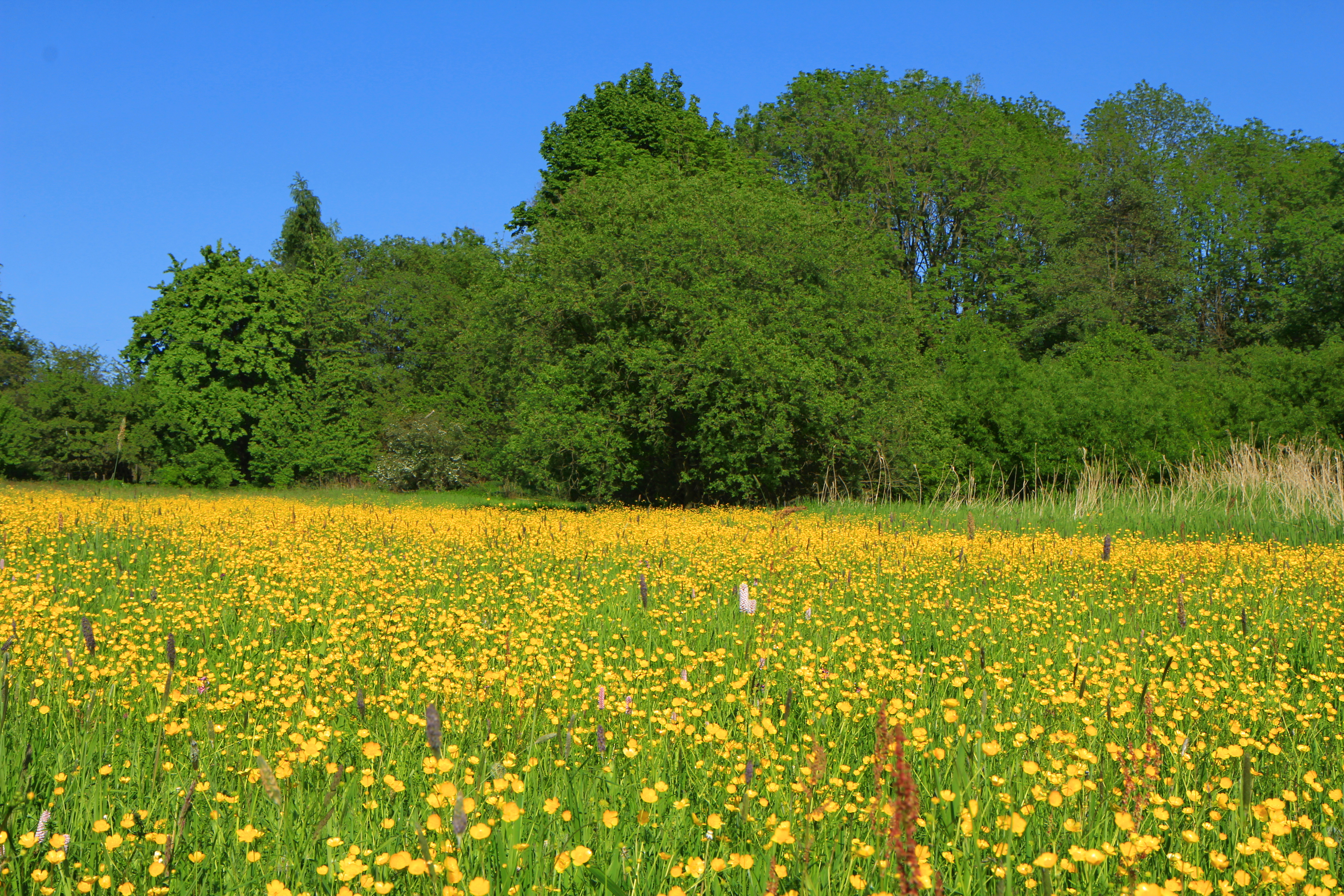
Jaro
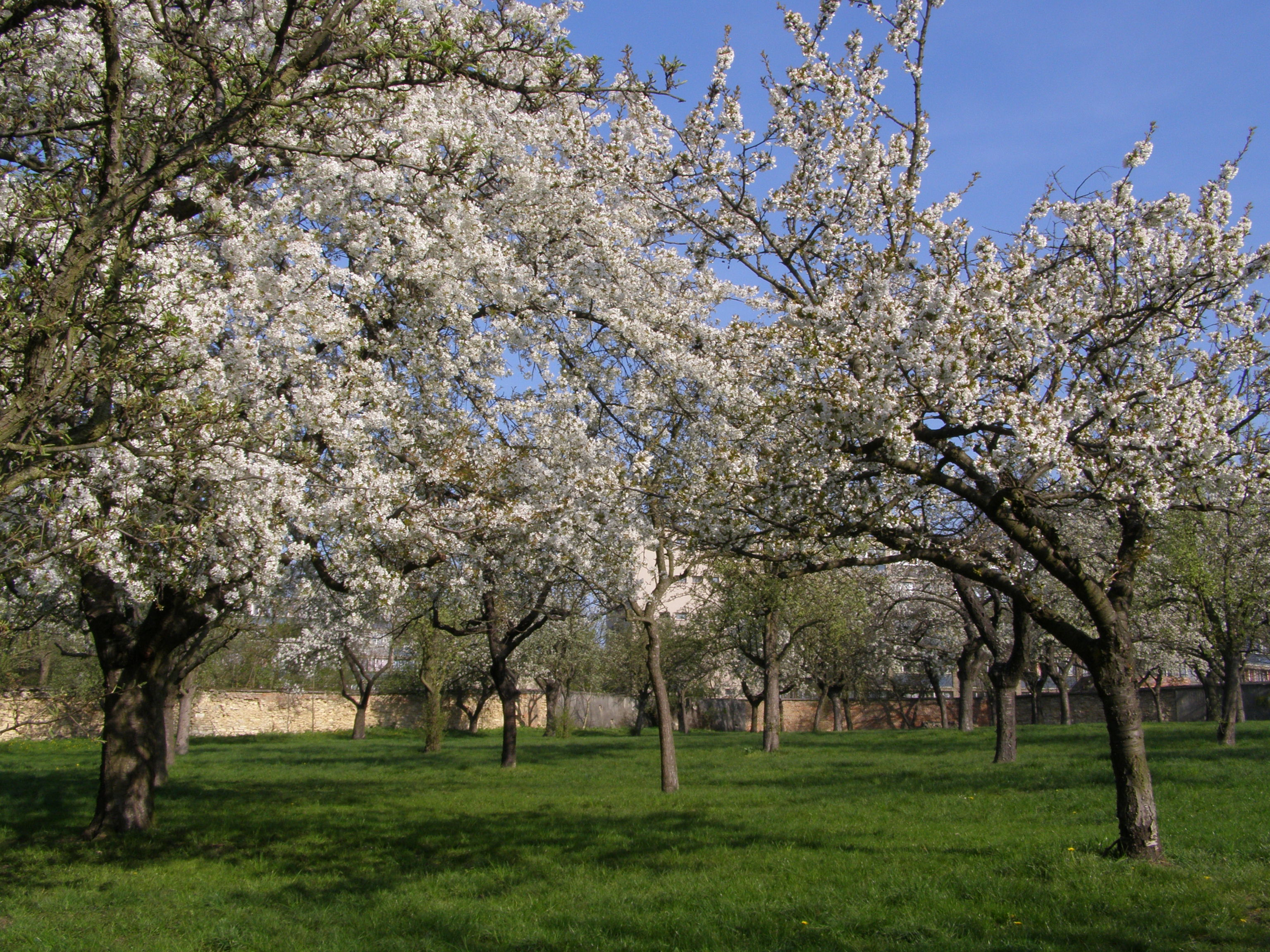
Jarní stromy
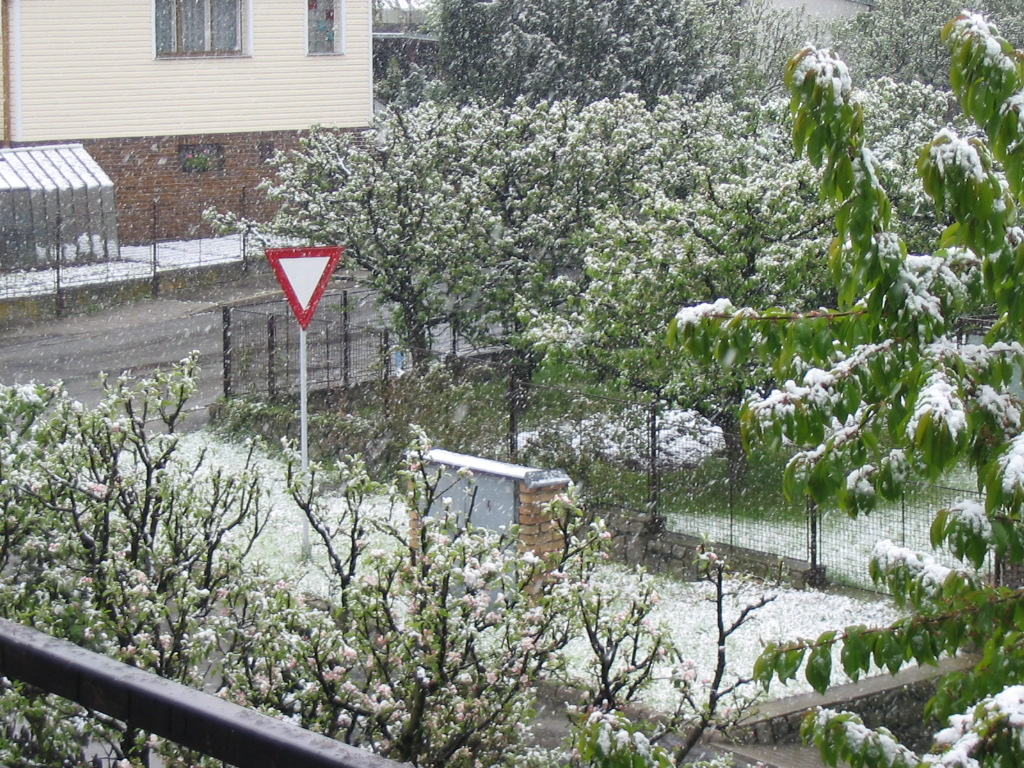
Květnový sníh
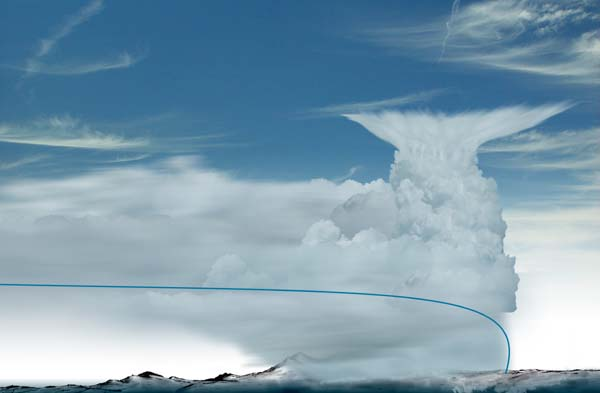
V létě častá studená fronta
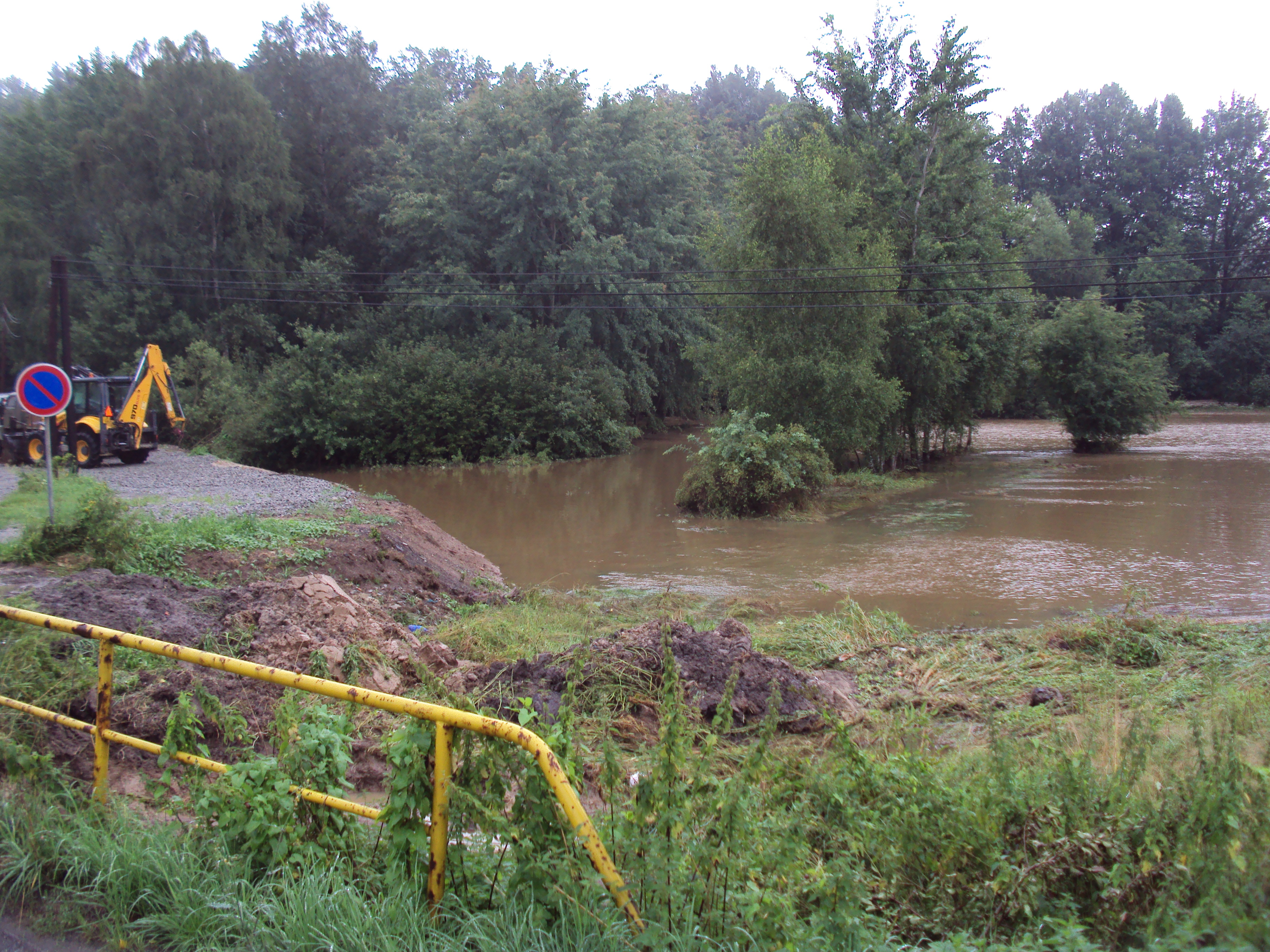
Povodně jsou nejčastější v létě
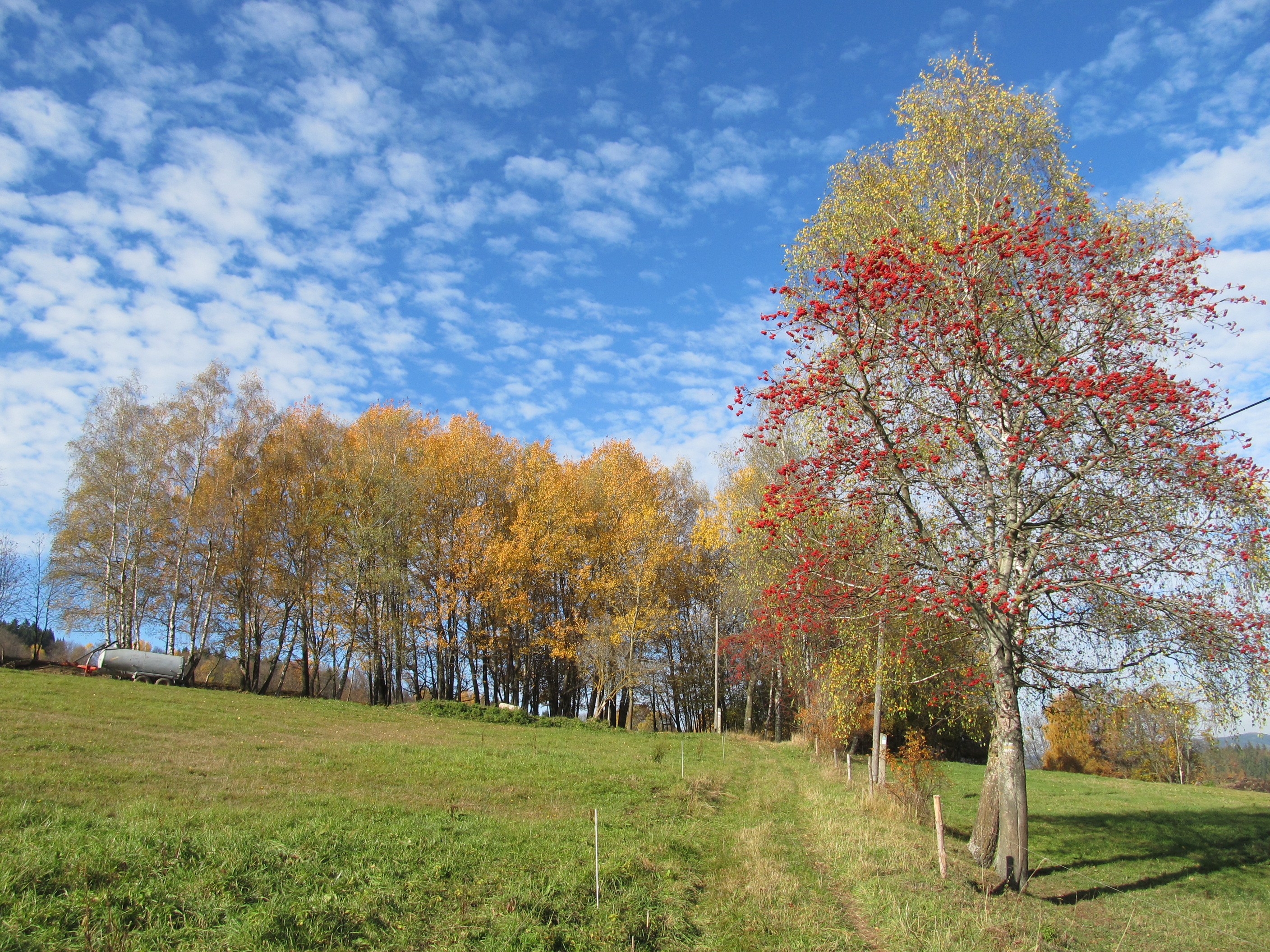
Podzim